# Neoregelia johannis
Neoregelia johannis är en gräsväxtart som först beskrevs av Élie Abel Carrière, och fick sitt nu gällande namn av Lyman Bradford Smith. Neoregelia johannis ingår i släktet Neoregelia och familjen Bromeliaceae. Inga underarter finns listade i Catalogue of Life.

## Bildgalleri

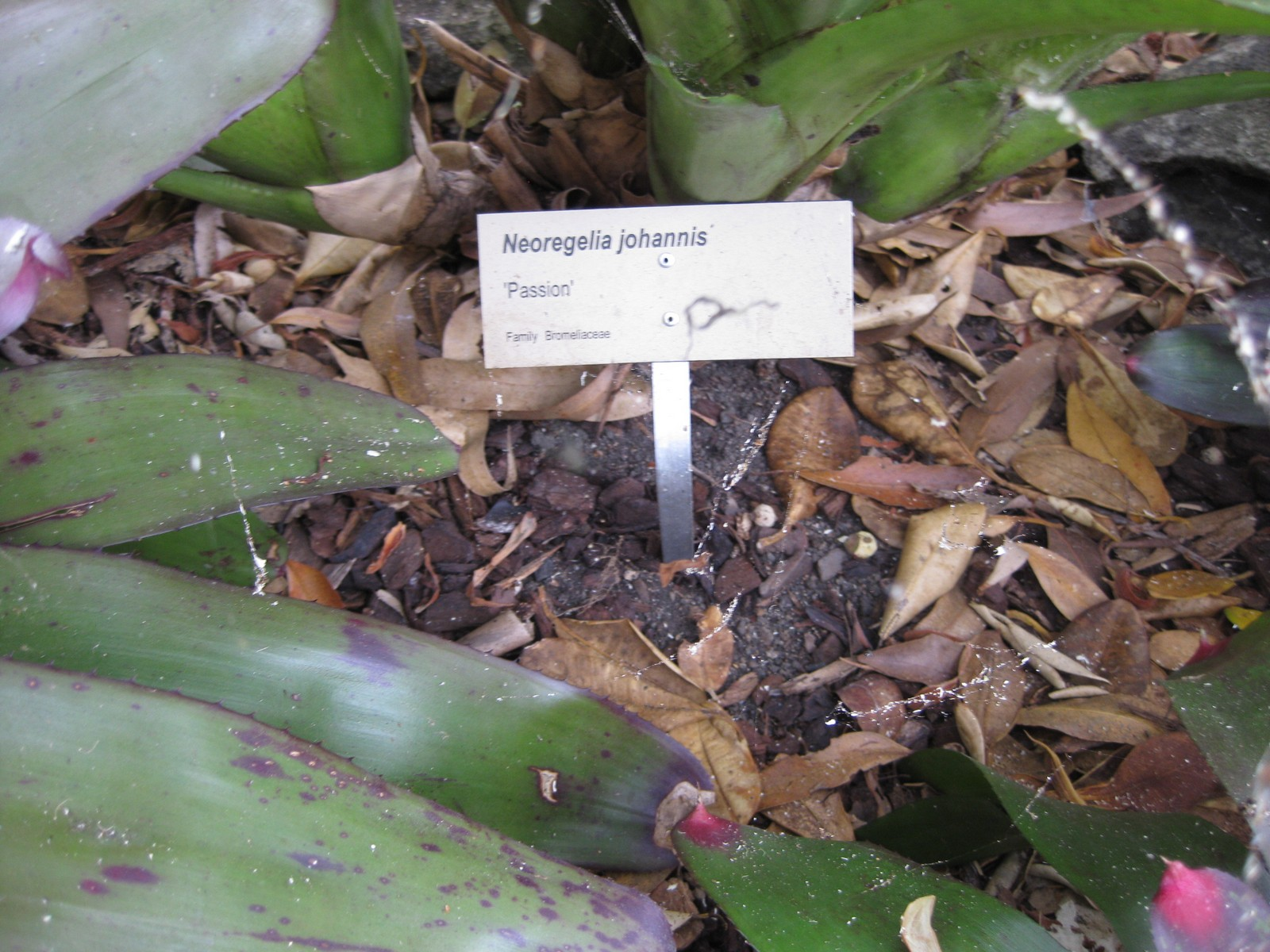